# 각성제

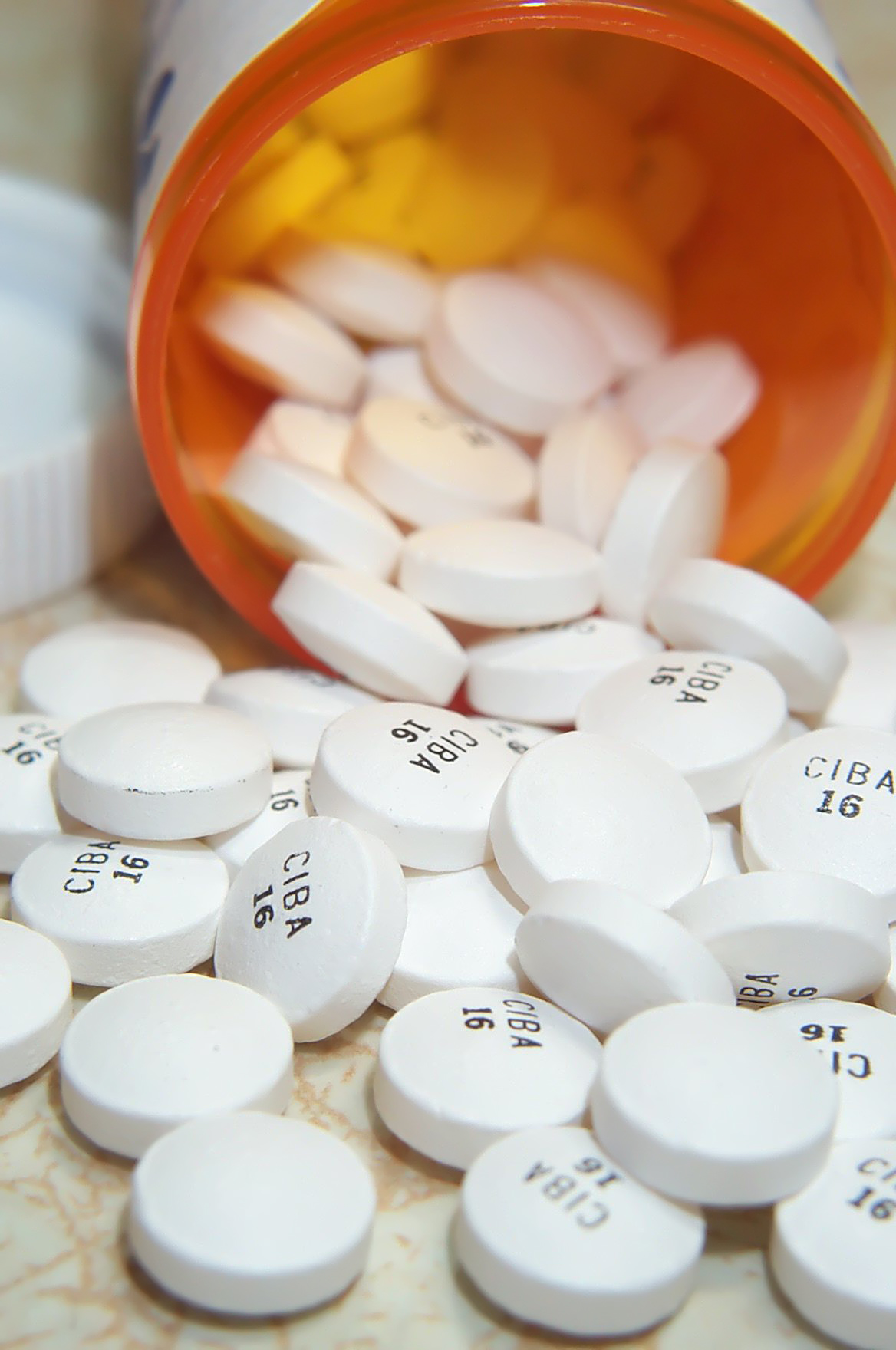
리탈린 SR(Slow-Release) 20 mg 알약.

각성제(覺醒劑, 영어: stimulant, psychostimulant 또는 uppers)는 신체나 중추신경계의 일시적인 활동 증가 효과가 있는 의약품을 말한다. 이는 정신, 육체적인 기능을 감쇠시키는 진정제와는 그 효과가 반대된다. 한편 각성제는 흥분제(興奮劑)라고도 하지만 이와 구분될 수도 있다.
일본에서 각성제(覺醒劑)는 소위 필로폰(히로뽕)이라고 불리는 메스암페타민을 지칭한다. 일본과 한국에서는 태평양 전쟁 당시 공장작업 중 잠이나 졸음을 쫓는 약으로 팔렸는데, 일본에서는 1951년 「각성제단속법」(覺醒劑取締法, 각성제취체법)이 시행되면서, 대한민국에서는 1970년 「습관성의약품관리법」이 시행되면서 일부 각성제의 제조·유통·사용·소지가 금지되었다.

## 종류
- 메스암페타민(Methamphetamine)
- 잔틴(Xanthine)
- 테오브로민(Theobromine)
- 테오필린(Theophylline)
- 카페인(Caffeine)
- 니코틴(Nicotine)
- 암페타민(Amphetamines)
- MDMA (엑스터시)
- 코카인(Cocaine)
- NRI 및 NDRI
- 메틸페니데이트(Methylphenidate, MPH)
- 모다피닐(Modafinil), 아드라피닐(Adrafinil), 아모다피닐(Armodafinil)
- 암파킨(Ampakine)
- 요힘빈(Yohimbine)

## 같이 보기
- 진정제
- 환각약